# 大船軒
大船軒（おおふなけん）は、神奈川県鎌倉市岡本に本社を置いていた駅弁等の製造を行うJR東日本グループの企業及びその展開ブランド。鎌倉市大船の大船駅を中心に、JR東日本の駅構内で駅弁の販売や駅そば店を営業していた。
企業としては2023年（令和5年）4月1日に株式会社JR東日本クロスステーションを存続会社として吸収合併された。商標等も承継され、展開ブランドだった「大船軒」や「茶のみ処」はJR東日本クロスステーションの展開ブランド名として存続している。

## 歴史
創業者の富岡周蔵は、大船駅が開業した1888年（明治21年）頃に大船へ移住して駅前で旅館を開業した。のちに駅構内の弁当販売を発案し、1898年（明治31年）に販売許可を申請すると5月6日に許可され、5月16日に営業を開始した。この年を大船軒のはじまりとしている。申請書は販売品目として「弁当」「鮨」「茶」「玉子」などが記載されていた。
1899年（明治32年）、当時は、銀座や神戸などの一部の高級洋食店でしか供されていなかったサンドイッチを駅弁に取り入れ、「衛生 サンドウイッチ 旅行用」を発売した。これにより、サンドウヰッチが広く世間に知られるようになり、駅弁としての一大ブームとなる。当初は輸入品を使用したハムを自家製造すると好評を得て、1900年（明治33年）に関連事業として独立させて鎌倉ハムの製造販売を行う鎌倉ハム富岡商会を設立した。1913年（大正2年）4月に漁港料理の鰺の押し寿司を駅弁化して発売した。1931年（昭和6年）3月に会社を株式会社となり、現在の本社事務所である新社屋が落成する。大戦勃発までに、シュウマイの販売、小田急電鉄藤沢駅構内で営業、企業内食堂の受託など事業を手広くした。

## 年表
- 1898年（明治31年）：創業して5月16日に営業を開始する。
- 1899年（明治32年）：「衛生 サンドウイッチ 旅行用」を発売する。
- 1900年（明治33年）：鎌倉ハム富岡商会を設立する。
- 1913年（大正2年）4月：鰺の押寿司を発売する。
- 1931年（昭和6年）3月：会社組織を株式会社とし、現在の本社事務所となる新社屋が落成する。
- 1957年（昭和32年）：駅そばの営業を開始する[4]。
- 1999年（平成11年）6月1日：東日本旅客鉄道（JR東日本）の施策により、同社子会社の日本レストランエンタプライズ (NRE) と合弁会社「大船軒トラベルフーズ株式会社」を設立して販売部門を移管する。
- 2007年（平成19年）12月2日：「特上鰺の押寿し」で、製造日時と消費期限を誤表記して販売した。
- 2009年（平成21年）11月2日：食品製造事業を株式会社大船軒（2代目）へ分社し、株式会社大船軒（初代）は株式会社ビッグシップに商号を変更する。
- 2009年（平成21年）11月25日：商品製造を担う株式会社大船軒（2代目）が完全にNREの子会社となる。
- 2011年（平成23年）4月：商品販売を担う大船軒トラベルフーズ株式会社がNREに吸収合併される。
- 2012年（平成24年）7月：鎌倉女子大学家政学部家政保健学科と共作で、オリジナル折り詰め弁当を7月限定で販売する。
- 2018年（平成30年）11月：日本文化を紹介するイベントに際し、フランス国鉄リヨン駅構内の期間限定ショップで駅弁を販売する[7]。
- 2023年（令和5年）4月1日：JR東日本クロスステーションに吸収合併[2]。大船軒本社工場はJR東日本クロスステーション大船工場・大船軒営業所となる。なお合併後、大船工場は2023年5月末に操業を終え、同年6月から埼玉県戸田市の製造拠点に集約された[8]。

## 主な商品
大船軒サンドウヰッチ
ボンレスハムとチーズを用いた日本初の駅弁サンドイッチ。大船に居を構えていた黒田清隆が欧米を外遊中に食したサンドイッチの味が忘れられないと創業者の富岡周蔵に語ったことをきっかけとして開発、創業翌年の1899年に発売。ハムは当初輸入品を使っていたが、戸塚近郊のイギリス人から製法を学び自社製造に移行、後に鎌倉ハム富岡商会に発展した。
鰺の押し寿司
大正初期に相模湾近海で数多く獲れていたアジを活かした弁当として、皮を残し歯ごたえを付けたアジの半身の塩漬けを食べやすい大きさに詰めた赤酢入りの酢飯と合わせ関西風に押して馴染ませ仕上げた駅弁。1913年に発売。2021年時点では中アジの切り身を用いた通常品と発売当初同様の小アジの半身を用いた「伝承鰺の押し寿司」、またネタを変えた「サーモン押し寿司」「鰺と小鯛の押し寿司」といったバリエーションが存在する。

## 駅構内店
駅弁（鯵の押寿しなど）
- 東海道線：大船駅、東京駅、品川駅、藤沢駅、小田原駅、熱海駅
- 横須賀線：鎌倉駅、逗子駅（東口NewDays側）
- 東北線：上野駅

上記のほかに、JR横浜駅中央南口改札内と川崎駅自由通路で不定期に販売する。戸塚駅・東戸塚駅以北は崎陽軒のみとなり、平塚駅以西は東華軒、小田原駅・熱海駅は大船軒（東戸塚駅・平塚駅は2020年1月15日閉店）と東華軒、それぞれの売店で扱う。
駅そば
- 東海道線：大船駅 東海道線下りホーム（2018年3月30日閉店）、藤沢駅（2023年11月12日閉店）、茅ケ崎駅（2014年1月31日閉店）
- 横須賀線：鎌倉駅（2017年11月8日閉店。2018年3月20日 NRE「いろり庵きらく」改装開店。）、逗子駅（2010年4月1日 NRE「あじさい茶屋」から改装開店。2016年4月1日 NRE「いろり庵きらく」改装開店。）
- 根岸線：本郷台駅（2024年3月20日閉店）

## ギャラリー

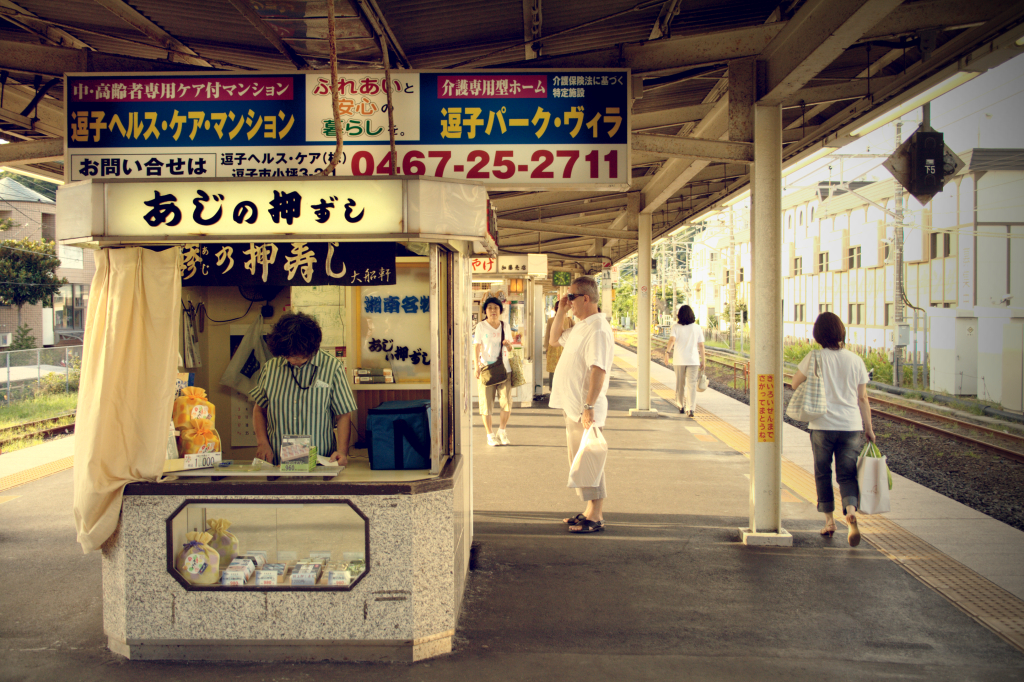
鎌倉駅ホームの駅弁売場
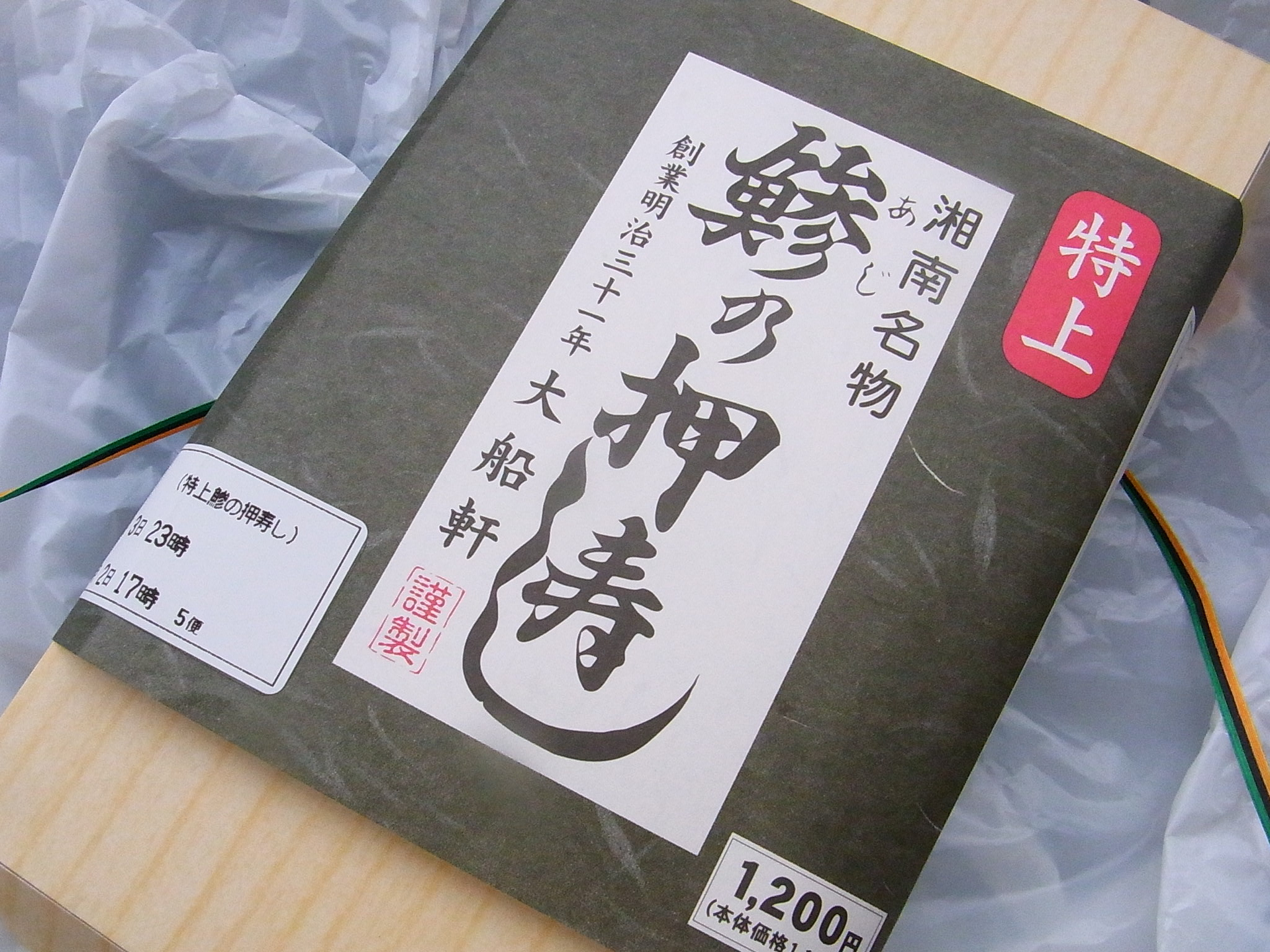
鯵の押し寿司の包装（2010年10月3日撮影）
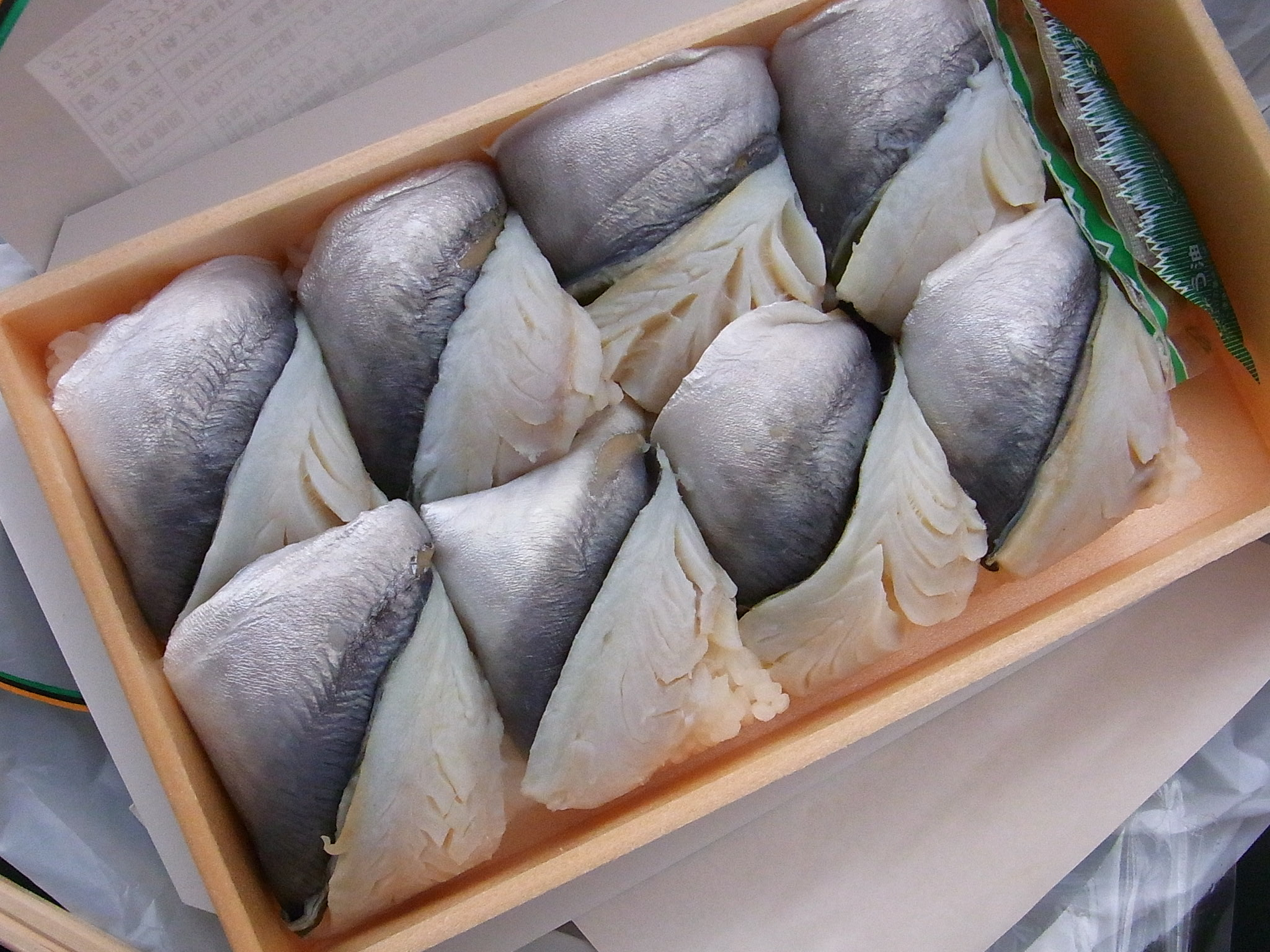
鯵の押し寿司（2010年10月3日撮影）
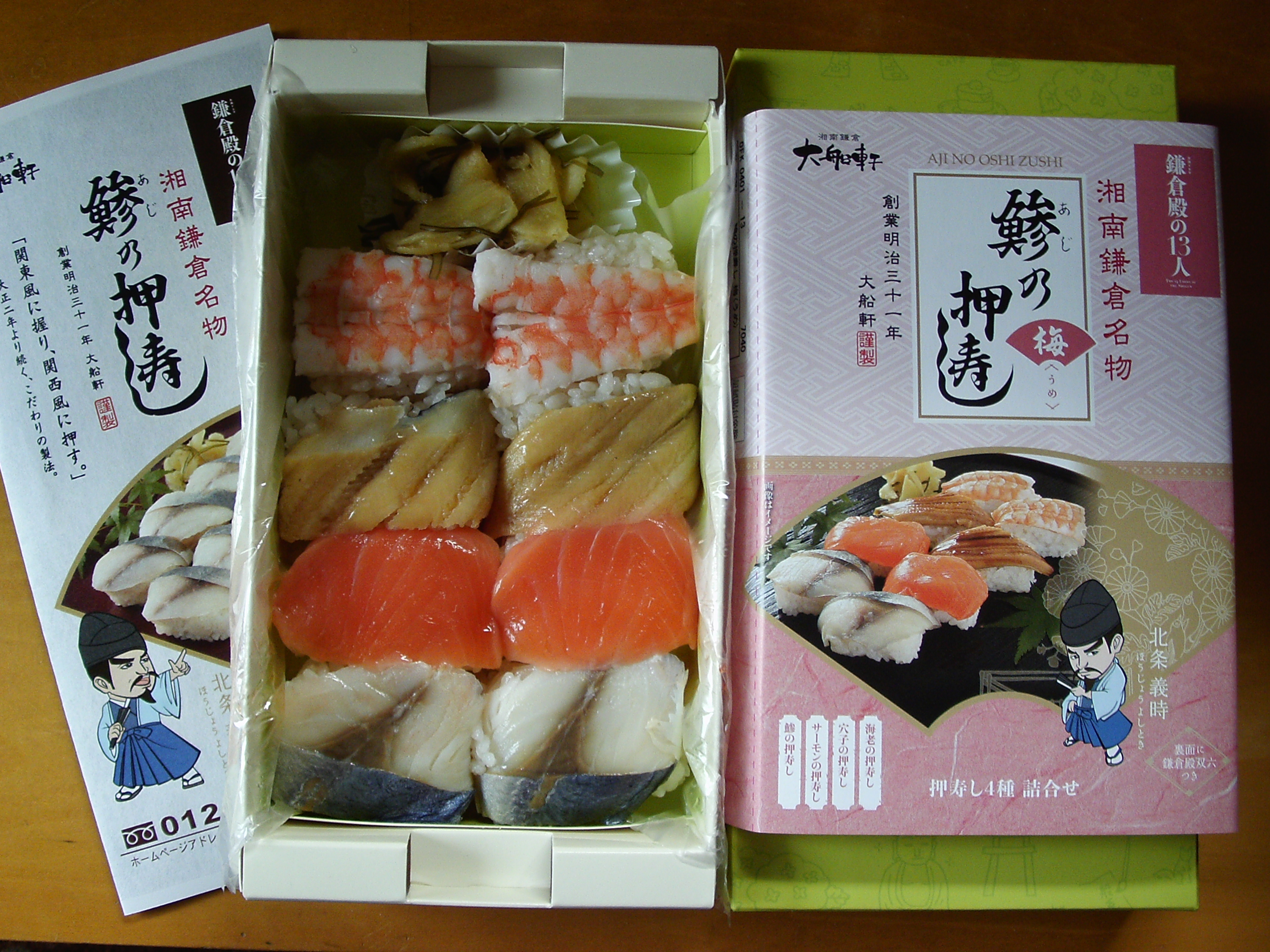
大河ドラマ『鎌倉殿の13人』とコラボした押し寿司（2022年4月）
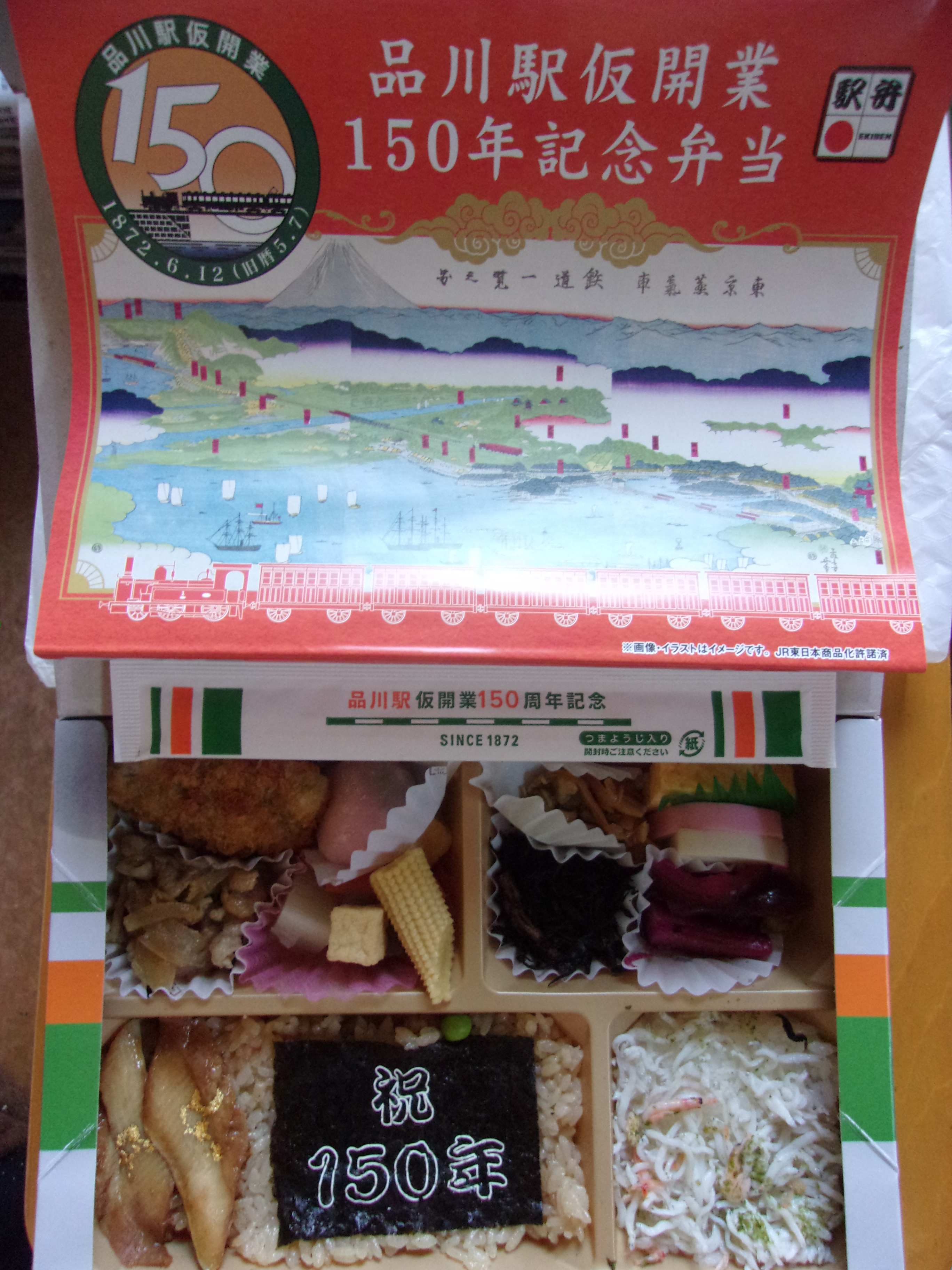
品川駅開設(鉄道開業)150年記念限定駅弁（2022年6月）
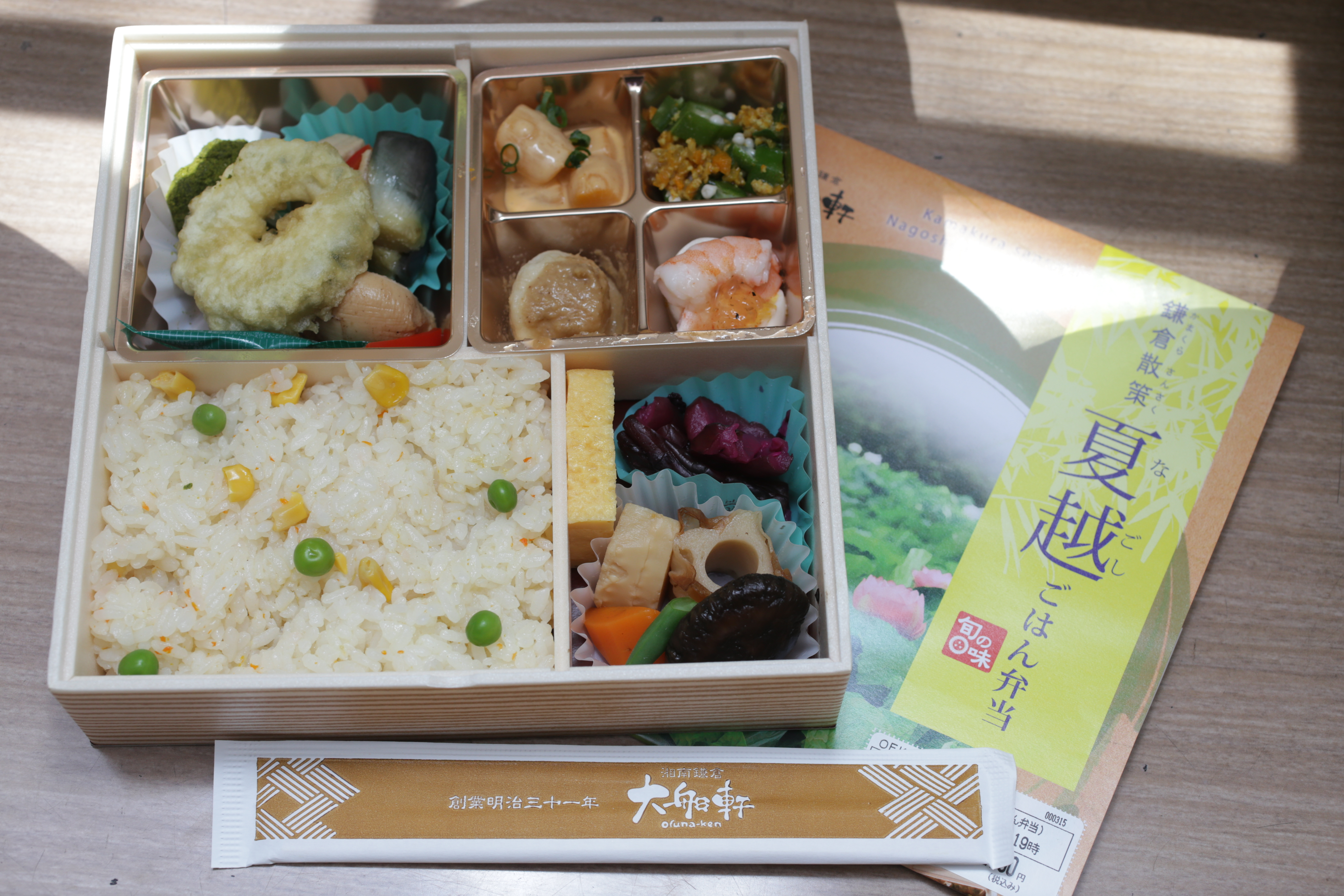
鎌倉散策 夏越ごはん弁当